# Garrett Birkhoff
Pour les articles homonymes, voir Birkhoff.
Garrett Birkhoff, né le 19 janvier 1911 à Princeton dans le New Jersey (États-Unis) et mort le 22 novembre 1996 à Water Mill dans l'État de New York (États-Unis), est un mathématicien américain.

## Biographie
Son père est le mathématicien George David Birkhoff.
Après avoir étudié à l'université Harvard jusqu'en 1932, Garret poursuivit sa formation à Cambridge. Algébriste, il fut l'élève de Philip Hall. Lors d'un séjour à l'université de Munich, il rencontra Constantin Carathéodory, qui le poussa à lire Van der Waerden et Speiser. Membre de la Société des amis de Harvard, il passa le reste de sa carrière à y enseigner.
Il publia un Lattice Theory (1940 - Théorie des treillis) remarqué et en 1941, avec Saunders Mac Lane, A Survey of Modern Algebra, (le second cours d'algèbre moderne en anglais après celui de Cyrus Colton MacDuffee).
Son article On the Structure of Abstract Algebras de 1935 fonda également une nouvelle branche des mathématiques, l'algèbre universelle. Il suivait en cela les idées de Charles Sanders Peirce, Ernst Schröder et Alfred North Whitehead. Pendant la Seconde Guerre mondiale, Birkhoff se lia d'amitié avec John von Neumann. Après-guerre, il s'intéressa à la théorie naissante des ordinateurs et dirigea la thèse de David M. Young, Jr. (en) sur les équations de Poisson. Il travailla également avec Richard S. Varga et publia avec lui des articles relatifs aux opérateurs hermitiens définis positifs et aux méthodes itératives.
Au cours de sa carrière, Birkhoff publia plus de 200 articles et dirigea plus de 50 thèses. Il fut membre de l'Académie nationale des sciences des États-Unis et de l'Académie américaine des arts et des sciences.

## Publications
- 1967 (1940), Lattice Theory, 3 rd ed, American Mathematical Society.
- 1997 (1941) (en) Garrett Birkhoff et Saunders Mac Lane, A survey of modern algebra, Wellesley, Mass, A.K. Peters, 1997, 5e éd., 500 p. (ISBN 978-1-56881-068-3, OCLC 36170756).
- 1978 (1950), Hydrodynamics: A study in logic, fact, and similitude, Greenwood Press.
- 1957 (avec E. H. Zarantonello), Jets, Wakes, and Cavities, Academic Press.
- 1989 (1962) (avec Gian-Carlo Rota), Ordinary Differential Equations, John Wiley.
- 1999 (1967) (avec Saunders Mac Lane), Algebra, Chelsea  (ISBN 0-8218-1646-2).
- 1970 (avec Thomas Bartee), Modern Applied Algebra, McGraw-Hill.
- 1973, Source Book in Classical Analysis, Harvard Uni. Press.